# Новое Савёлово
Новое Савёлово — микрорайон города Кимры, упразднённая деревня Кимрского района в Тверской области России.

## История
В 1915 году в Савёловских железнодорожных мастерских по ремонту узкоколейного подвижного состава началось строительство станкостроительного предприятия.
По месте формирования посёлка Савёлово рядом возникает новая деревня Новое Савёлово.
В 1926 году посёлок Савёлово и станция Савёлово, деревня Новое Савёлово входят в состав Кимр.
Для рабочих Савёловского машиностроительного завода на месте деревень Новое Савёлово, Старое Савёлово и Шиково был возведён крупный жилой микрорайон с детскими садами, школами, профилакторием. В 1957 году были открыты Савёловский машиностроительный техникум и заводской дворец культуры «40 лет Октября».
Вместе с микрорайоном Старое Савёлово они составляют район Савёлово города Кимр.

## Инфраструктура
- Савёловский машиностроительный завод
- Железнодорожный вокзал «Савёлово»

## Улицы
- Чапаева
- Челюскинцев
- Кириллова
- Новая
- Колхозная
- Станционная